# By All Means Necessary
Drugi album grupy Boogie Down Productions. „By All Means Necessary” została wydana po śmierci Scotta LaRocka. Śmierć DJ-a wpłynęła na zmianę w doborze tematyki poruszanej w tekstach KRS-ONE. Od tamtej pory przekaz nastawiony na sprawy dotyczące społecznych jak i politycznych aspektów życia nie tylko w USA stał się dla rapera priorytetem.

## Lista utworów
| #  | Tytuł               | Autor     | Produkcja | Wykonawca |
| -- | ------------------- | --------- | --------- | --------- |
| 1  | "My Philosophy"     | K. Parker | KRS-ONE   | KRS-ONE   |
| 2  | "Ya Slippin’"       | K. Parker | KRS-ONE   | KRS-ONE   |
| 3  | "Stop the Violence" | K. Parker | KRS-ONE   | KRS-ONE   |
| 4  | "Illegal Business"  | K. Parker | KRS-ONE   | KRS-ONE   |
| 5  | "Nervous"           | K. Parker | KRS-ONE   | KRS-ONE   |
| 6  | "I'm Still #1"      | K. Parker | KRS-ONE   | KRS-ONE   |
| 7  | "Part Time Suckers" | K. Parker | KRS-ONE   | KRS-ONE   |
| 8  | "Jimmy"             | K. Parker | KRS-ONE   | KRS-ONE   |
| 9  | "T'Cha-T'Cha"       | K. Parker | KRS-ONE   | KRS-ONE   |
| 10 | "Necessary"         | K. Parker | KRS-ONE   | KRS-ONE   |

## Sample
- „My Philosophy”: Stanley Turrentine, „Sister Sanctified”.
- „Ya Slippin’”: Deep Purple, „Smoke on the Water”.
- „Illegal Business”: Fat Albert and the Cosby Kids  „Creativity” oraz Jefferson Starship „Rock Music”.
- „Nervous”: Rhythm Heritage  „Sky's the Limit” oraz War  „Galaxy”.
- „I'm Still #1”: All the People „Cramp Your Style”.
- „Part-Time Suckers”: Smokey Robinson & the Miracles „Mickey’s Monkey”.
- „Jimmy”: Wings „Let 'Em In” oraz the Sequence „Funk You Up."